# Тангенс хиперболични
Тангенс хиперболични је непарна, монотоно растућа функција. Домен јој узима вредности (-∞,∞) а кодомен (-1,1). Дефинише се као:
{\displaystyle \operatorname {tanh} (x)={\frac {\operatorname {sinh} (x)}{\operatorname {cosh} (x)}}={\frac {e^{x}-e^{-x}}{e^{x}+e^{-x}}}}
У нули се налази једини превој функције, а у истог се улази под угом од π/4.